# Eretris hulda
Eretris hulda är en fjärilsart som beskrevs av Butler och Druce 1872. Eretris hulda ingår i släktet Eretris och familjen praktfjärilar. Inga underarter finns listade i Catalogue of Life.